# Bristol Belvedere
Bristol Type 192 Belvedere je bil dvomotorni transportni helikopter s tandem rotorji, ki ga je zasnoval britanski Bristol Aeroplane Company v 1950ih. Helikopter so uporabljale Kraljeve letalske sile (RAF) v letih 1961−1969. Skupno so zgradili 26 helikopterjev. 
Belvedere je zasnovan na podlagi predhodnika Bristol Type 173, ki je prvič poletel 3. januarja 1952. Type 173 je uporabljal za pogon dva zvezdasta batna motorja, Belvedere pa dva turbogredna. 
Type 192 prototip z oznako XG447 je prvič poletel 5. julija 1958.

## Specifikacije (Belvedere HC.1)
Splošne karakteristike
- Posadka: 3
- Število sedežev: **19 opremljenih vojakov ali
  - 12 nosil
- Tovor: 6000 lb (2700 kg)
- Dolžina: 54 ft 4 in (16,56 m)
- Premer rotorja: 48 ft 11 in (14,9 m)
- Višina: 17 ft 0 in (5,18 m)
- Površina rotorjev: 3270 sq ft (303,9 m²)
- Teža praznega letala: 11350 lb (5159 kg)
- Maks. vzletna teža: 19000 lb (8600 kg)
- Pogon letala: 2 ×  turbogredni motor Napier Gazelle, 1465 KM (1092 kW)  vsak

 Zmogljivost 
- Potovalna hitrost: 138 mph (120 vozlov, 222 km/h)
- Doseg: 460 milj (400 nmi, 720 km)
- Višina leta: 12000 ft (3660 m)
- Hitrost vzpenjanja: 850 ft/min (4,3 m/s)